# Triecphorella kirschbaumi
Triecphorella kirschbaumi is een halfvleugelig insect uit de familie schuimcicaden (Cercopidae). De wetenschappelijke naam van deze soort is voor het eerst geldig gepubliceerd in 1955 door Metcalf.